# Botón placebo

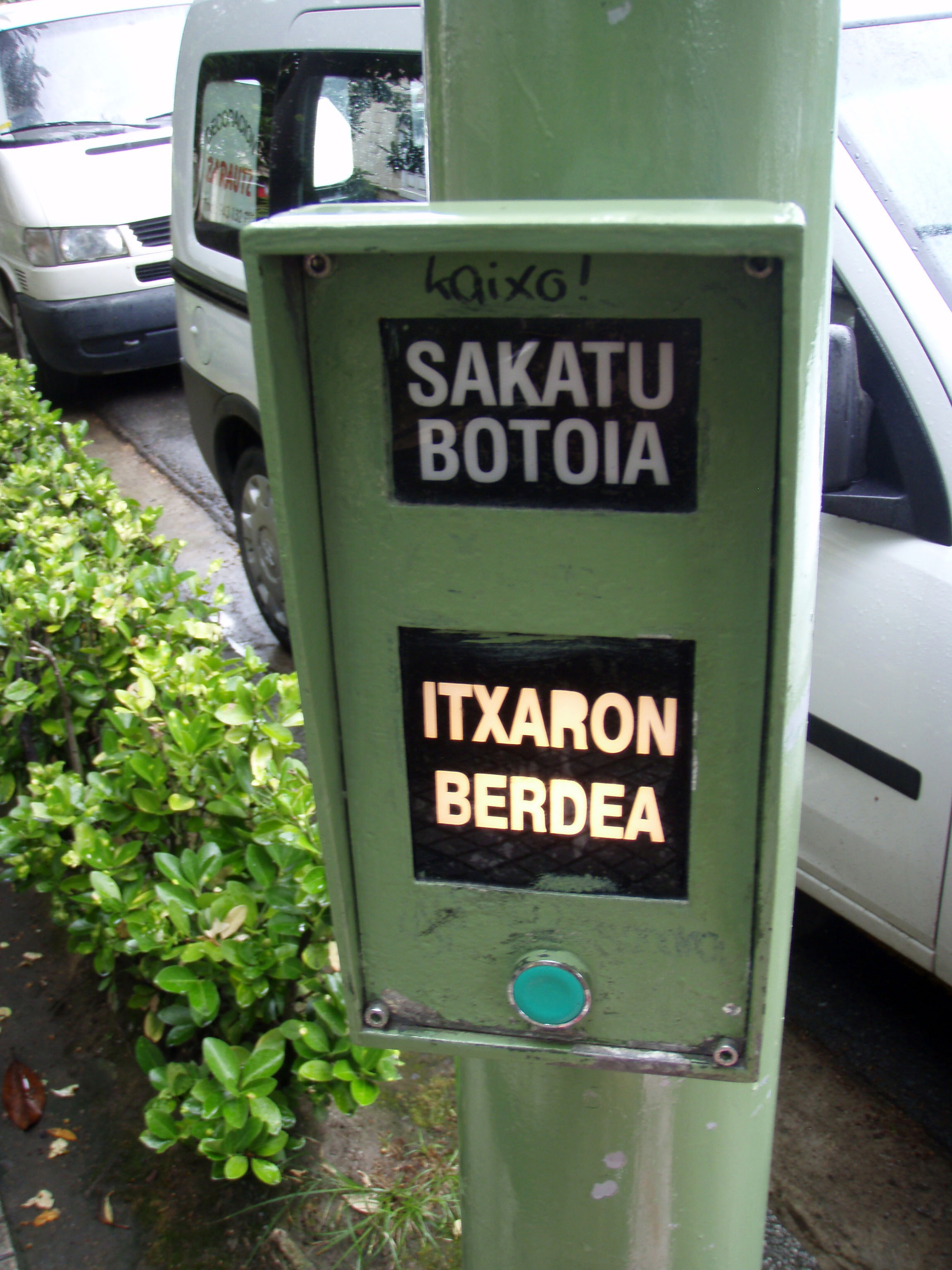
Un botón de semáforo es un posible botón placebo.

Un botón placebo es un botón que aparenta hacer alguna acción, pero no posee un efecto real, como un placebo. En otros casos posee un control que no está conectado, como un termostato.
A pesar de lo disfuncional del botón, entrega al usuario una sensación de control. En algunos casos el botón podría haber sido funcional, pero falló o fue inhabilitado durante la instalación o mantenimiento. En casos muy raros, el botón fue diseñado deliberadamente para que no realice ninguna acción.
En mucho casos, un botón parece no realizar ninguna acción, pero su acción se encuentra desfasada en relación con la ocurrencia de la acción. En este caso aparenta ser un botón placebo, sin serlo.

## Botones de los semáforos
Muchos botones para los peatones en los semáforos para los pasos de cebra fueron útiles durante algún tiempo. Contrario a lo que se piensa, la función del botón no es cambiar inmediatamente a luz peatonal, sino disminuir el tiempo de espera programado en el semáforo.

## Botones de los ascensores
Algunos botones para las puertas de los ascensores son botones de placebo, ya que algunos de ellos realizan la acción, pero en un tiempo mayor al accionado, en otros casos, funciona solamente con la llave de mantenimiento.

## Termostatos
Algunos reguladores de temperatura de los termostatos funcionan de la misma manera.